# Distretto di Rulindo
Il distretto di Rulindo è un distretto (akarere) del Ruanda, parte della Provincia Settentrionale, con capoluogo Bushoki.
Il distretto si compone di 17 settori (imirenge):
- Base
- Burega
- Bushoki
- Buyoga
- Cyinzuzi
- Cyungo
- Kinihira
- Kisaro
- Masoro
- Mbogo
- Murambi
- Ngoma
- Ntarabana
- Rukozo
- Rusiga
- Shyorongi
- Tumba